# Lobocla zesta
Lobocla zesta är en fjärilsart som beskrevs av Evans 1949. Lobocla zesta ingår i släktet Lobocla och familjen tjockhuvuden. Inga underarter finns listade i Catalogue of Life.